# Dirphya rufoantennalis
Dirphya rufoantennalis är en skalbaggsart som först beskrevs av Stefan von Breuning 1950.  Dirphya rufoantennalis ingår i släktet Dirphya och familjen långhorningar. Inga underarter finns listade i Catalogue of Life.